# Hibernáculo

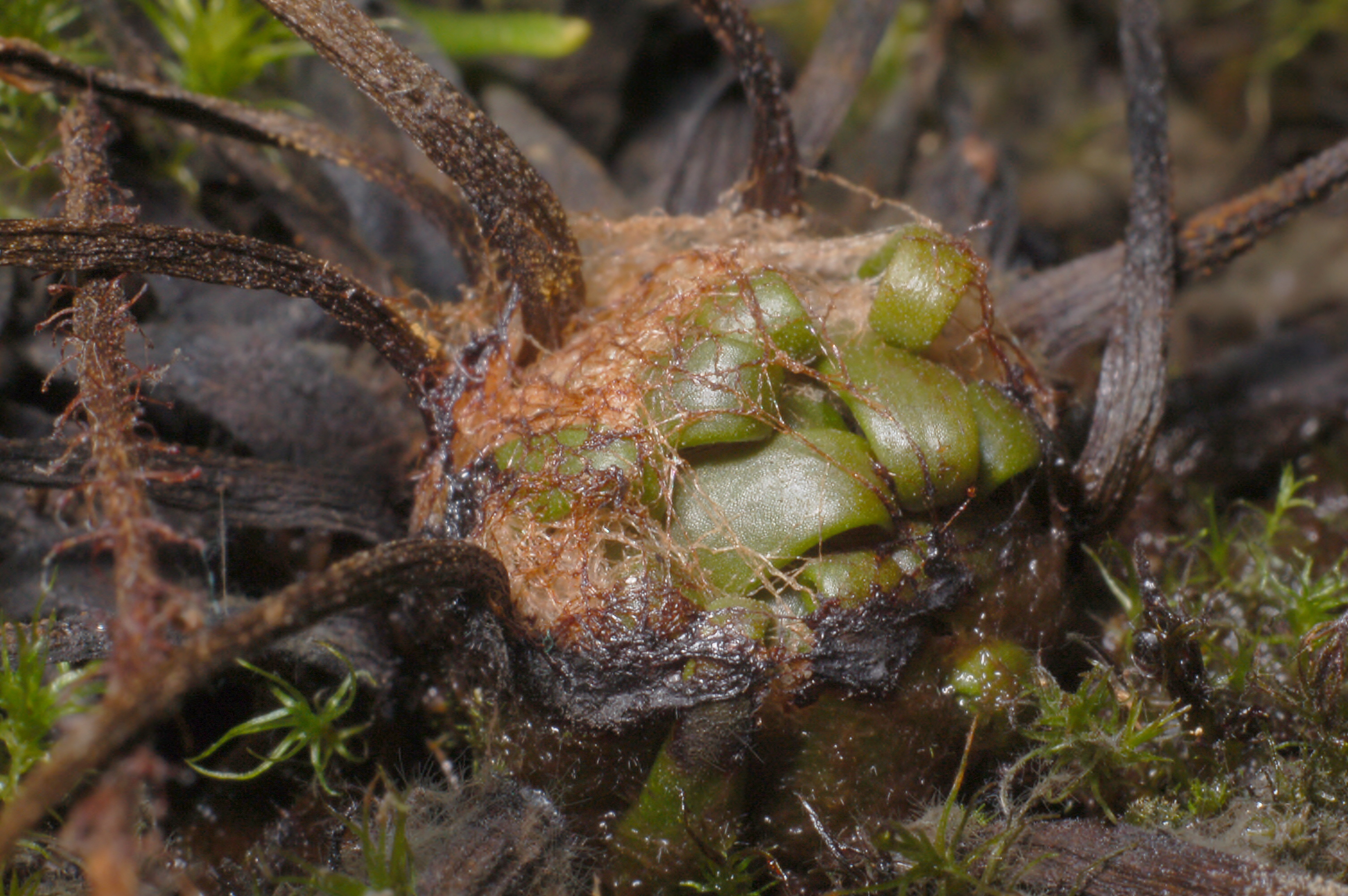
Hibernáculo de Drosera filiformis.

En botánica, un hibernáculo, en su acepción primitiva, se refería a una yema, bulbo u otra estructura destinada a proteger a un vástago durante el invierno. Etimológicamente proviene del latín hibernacula que significa invernadero. En la actualidad se restringe su significado a yemas o gemas, casi siempre redondeadas u ovoides, que se desprenden de la planta madre cuando las condiciones ambientales se hacen desfavorables, la sobreviven y la perpetúan asexualmente.
Los hibernáculos son comunes entre especies acuáticas como Elodea canadensis, Hydrocharis morsus-ranae, Myriophyllum verticillatum, Potamogeton sp., Utricularia sp., etc.
La morfología de los hibernáculos es variada según las especies y pueden estar integrados por limbos foliares reducidos, peciolos, estípulas, etc.